# Liste der Baudenkmale in Hohnhorst
In der Liste der Baudenkmale in Hohnhorst sind die Baudenkmale der niedersächsischen Gemeinde Hohnhorst und ihrer Ortsteile aufgelistet. Der Stand der Liste ist der 24. April 2020. Die Quelle der Baudenkmale ist der Denkmalatlas Niedersachsen.

## Allgemein
In den Spalten befinden sich folgende Informationen:
- Lage: die Adresse des Baudenkmales und die geographischen Koordinaten. Kartenansicht, um Koordinaten zu setzen. In der Kartenansicht sind Baudenkmale ohne Koordinaten mit einem roten Marker dargestellt und können in der Karte gesetzt werden. Baudenkmale ohne Bild sind mit einem blauen Marker gekennzeichnet, Baudenkmale mit Bild mit einem grünen Marker.
- Bezeichnung: Bezeichnung des Baudenkmales
- Beschreibung: die Beschreibung des Baudenkmales. Unter § 3 Abs. 2 NDSchG werden Einzeldenkmale und unter § 3 Abs. 3 NDSchG Gruppen baulicher Anlagen und deren Bestandteile ausgewiesen.
- ID: die Objekt-ID des Baudenkmales
- Bild: ein Bild des Baudenkmales, ggf. zusätzlich mit einem Link zu weiteren Fotos des Baudenkmals im Medienarchiv Wikimedia Commons. Wenn man auf das Kamerasymbol klickt, können Fotos zu Baudenkmalen aus dieser Liste hochgeladen werden:

## Hohnhorst
| Lage                                               | Bezeichnung                  | Beschreibung      | ID       | Bild           |
| -------------------------------------------------- | ---------------------------- | ----------------- | -------- | -------------- |
| Heimstraße, Hohnhorst 52° 22′ 12″ N, 9° 22′ 20″ O  |                              | Kirche (Bauwerk)  | 36238186 | Weitere Bilder |
| Heimstraße, Hohnhorst 52° 22′ 12″ N, 9° 22′ 19″ O  |                              | Mauer             | 36239605 |                |
| Hohnhorst 52° 22′ 14″ N, 9° 22′ 15″ O              | Kriegsmahnstätte Hauptstraße | Baudenkmal-Gruppe | 36216182 | BW             |
| Hauptstraße, Hohnhorst 52° 22′ 14″ N, 9° 22′ 15″ O |                              | Kriegerdenkmal    | 36238164 | BW             |

## Ohndorf
| Lage                                                   | Bezeichnung            | Beschreibung      | ID       | Bild |
| ------------------------------------------------------ | ---------------------- | ----------------- | -------- | ---- |
| Dammstraße, Hohnhorst 52° 21′ 28″ N, 9° 21′ 10″ O      | Kriegerdenkmal 1870/71 | Gedenkstätte      | 36238206 |      |
| Düsternstraße 8, Hohnhorst 52° 21′ 13″ N, 9° 20′ 57″ O |                        | Scheune           | 36238226 |      |
| Düsternstraße 8, Hohnhorst 52° 21′ 12″ N, 9° 20′ 58″ O |                        | Torpfeiler        | 36239330 | BW   |
| Hohnhorst 52° 21′ 18″ N, 9° 21′ 7″ O                   | Schule Schulstraße     | Baudenkmal-Gruppe | 36216196 | BW   |
| Schulstraße 9, Hohnhorst 52° 21′ 18″ N, 9° 21′ 7″ O    |                        | Schule            | 36238246 |      |
| Schulstraße 9, Hohnhorst 52° 21′ 18″ N, 9° 21′ 7″ O    |                        | Nebengebäude      | 44547301 | BW   |

## Rehren
| Lage                                                   | Bezeichnung                      | Beschreibung      | ID       | Bild |
| ------------------------------------------------------ | -------------------------------- | ----------------- | -------- | ---- |
| Blumenweg 3, Hohnhorst 52° 22′ 19″ N, 9° 20′ 20″ O     |                                  | Scheune           | 36238286 | BW   |
| Hohnhorst 52° 22′ 24″ N, 9° 20′ 25″ O                  | Kriegsmahnstätte Rehrener Straße | Baudenkmal-Gruppe | 36216210 | BW   |
| Rehrener Straße, Hohnhorst 52° 22′ 24″ N, 9° 20′ 25″ O | Kriegerdenkmal                   | Gedenkstätte      | 36238306 | BW   |